# Eli and the Thirteenth Confession
Eli and the Thirteenth Confession (Eli y la décimotercera confesión en español) es el segundo álbum de la cantautora estadounidense Laura Nyro, lanzado en marzo de 1968 por Columbia.
Fue incluido en la publicación 1001 Albumes You Must Hear Before You Die. En el 2020 el álbum fue incluido en la lista de los 500 mejores álbumes de todos los tiempos de la revista Rolling Stone, ocupando el puesto 463.